# Барнаульская городская Дума
Барнаульская городская дума — представительный орган местного самоуправления Барнаула.

## История
Барнаульская городская Дума, распорядительный орган городского самоуправления, создана в Барнауле под названием «шестигласной думы» примерно в 1790-х (точная дата не установлена). Согласно Городовому положению 1785, избирала ее городская община.

Первые альтернативные выборы вновь состоялись 4 марта 1990 года. По новому «Положению о выборах» должность председателя городского Совета стала штатной. На этот пост тайным голосованием был избран Владимир Баварин, председателем горисполкома — Владимир Колганов. 11 ноября 1991 года Указом Президента РФ Владимир Баварин был назначен главой администрации города, а его место в горсовете занял В. П. Дешевых.

## Полномочия думы

### 1. В исключительной компетенции городской Думы находятся
- принятие Устава, внесение в него изменений и дополнений;
- утверждение бюджета города и отчета о его исполнении;
- принятие планов и программ развития города, утверждение отчетов об их исполнении;
- установление, изменение и отмена местных налогов и сборов в соответствии с законодательством Российской Федерации о налогах и сборах;
- определение порядка управления и распоряжения имуществом, находящимся в муниципальной собственности;
- определение порядка принятия решений о создании, реорганизации и ликвидации муниципальных предприятий, а также об установлении тарифов на услуги муниципальных предприятий и учреждений, выполнение работ, за исключением случаев, предусмотренных федеральными законами;
- определение порядка участия муниципального образования в организациях межмуниципального сотрудничества;
- определение порядка материально-технического и организационного обеспечения деятельности органов местного самоуправления;
- контроль за исполнением органами местного самоуправления и должностными лицами местного самоуправления полномочий по решению вопросов местного значения;
- принятие решения об удалении главы города Барнаула в отставку.

### 2. К полномочиям городской Думы относятся
- избрание главы города Барнаула;
- принятие общеобязательных правил на территории города по вопросам местного значения;
- назначение главы администрации города Барнаула;
- участие в соответствии с законодательством в организации проведения муниципальных выборов, местного референдума, голосования по вопросам изменения границ городского округа, преобразования городского округа;
- утверждение прогнозного плана приватизации муниципального имущества;
- определение в соответствии с земельным законодательством порядка предоставления и изъятия земельных участков, находящихся в муниципальной собственности;
- утверждение структуры администрации города по представлению главы администрации города Барнаула;
- решение в соответствии с законодательством вопросов административно-территориального устройства города, установления и изменения границ территорий, в которых осуществляется местное самоуправление;
- утверждение Генерального плана городского округа — города Барнаула Алтайского края, Правил землепользования и застройки городского округа — города Барнаула Алтайского края;
- установление порядка передачи отдельных полномочий, объектов и финансовых ресурсов образованным на территории города органам территориального общественного самоуправления;
- образование и упразднение постоянных комитетов и комиссий, временных комиссий и других органов и депутатских объединений городской Думы, избрание их членов;
- заслушивание ежегодных отчетов главы города Барнаула о результатах его деятельности;
- заслушивание ежегодных отчетов главы администрации города Барнаула о результатах его деятельности и деятельности администрации города, в том числе о решении вопросов, поставленных городской Думой;
- формирование избирательной комиссии муниципального образования, утверждение схемы избирательных округов на территории города Барнаула;
- рассмотрение запросов депутатов и принятие по ним решений;
- установление за счет средств бюджета города (за исключением финансовых средств, передаваемых местному бюджету на осуществление целевых расходов) дополнительных мер социальной поддержки и социальной помощи для отдельных категорий граждан вне зависимости от наличия в федеральных законах положений, устанавливающих указанное право.

## Выборы депутатов Барнаульской городской Думы

### Выборы депутатов Барнаульской городской Думы VIII созыва (9 - 11 сентября 2022 года)
Очередные выборы городской Думы проходили три дня - 9, 10 и 11 сентября 2022 года в единый день голосования.
Избирались 40 депутатов городской думы Барнаула, в том числе 20 по единому округу и 20 в мажоритарных округах. Списки кандидатов зарегистрировали 9 политических партий - КПКР, КПРФ, ЛДПР, "Справедливая Россия - За правду", "Единая Россия", РППС, "Новые люди", "Зелёные", "Родина".  Партии выдвинули 448 кандидатов по спискам и 129 кандидатов по 20 одномандатным округам. 
| Партия                      | Партия                            | По единому списку | По единому списку | По единому списку | Мандатов по одномандатным округам | Мандатов всего | Изменение % голосов | Изменение числа мест |        |
| Партия                      | Партия                            | Подано голосов    | Доля голосов      | Мандатов          | Мандатов по одномандатным округам | Мандатов всего | Изменение % голосов | Изменение числа мест |        |
|                             | "Единая Россия"                   | 37 271            | 47,98%            | 11                | 20 (▲1)                           | 31             | ▼1,6%               | ▲1                   |        |
|                             | КПРФ                              | 12030             | 15,49%            | 3                 | 0 (▬ 0)                           | 3              | ▼0,94%              | ▬ 3                  |        |
|                             | "Справедливая Россия - За правду" | 6984              | 8,99%             | 2                 | 0 (▬ 0)                           | 2              | ▼3,84%              | ▼1                   |        |
|                             | "Новые люди"                      | 6530              | 8,41%             | 2                 | 0 (▬ 0)                           | 2              | ▲8,41%              | ▲2                   |        |
|                             | ЛДПР                              | 6451              | 8,30%             | 2                 | 0 (▬ 0)                           | 2              | ▼4,71%              | ▼1                   |        |
| Заградительный барьер — 5 % |                                   |                   |                   |                   |                                   |                |                     |                      |        |
|                             | КПКР                              | 2772              | 3,57%             | 0                 | 0(▬ 0)                            | 0              | -                   | -                    |        |
|                             | РППС                              | 2223              | 2,86%             | 0                 | 0(▬ 0)                            | 0              | -                   | -                    |        |
|                             | "Зелёные"                         | 1113              | 1,43%             | 0                 | 0(▬ 0)                            | 0              | -                   | -                    |        |
|                             | "Родина"                          | 395               | 0,51%             | 0                 | 0(▬ 0)                            | 0              | -                   | -                    |        |
|                             | Самовыдвиженцы                    | -                 | -                 | -                 | 0 (▼1)                            | -              | -                   | ▼1                   |        |
| Избирателей                 | Избирателей                       | 526789            | 526789            | 526789            | 526789                            | 526789         | 526789              | 526789               | 526789 |
| Явка                        | Явка                              | 77 678            | 77 678            | 77 678            | 77 678                            | 77 678         | 77 678              | 77 678               | 77 678 |
| Недействительных голосов    | Недействительных голосов          | 1909              | 1909              | 1909              | 1909                              | 1909           | 1909                | 1909                 | 1909   |

Информация об общем количестве избирателей, получивших избирательные бюллетени в последний день голосования. 
| 10-00 | 12-00 | 15-00  | 18-00  |
| ----- | ----- | ------ | ------ |
| 7,87% | 9,46% | 11,83% | 13,61% |

### Выборы депутатов Барнаульской городской Думы VII созыва 10 сентября 2017 года[1]
|                             | «Единая Россия»          | 50855            | 49.58 %          | 11               | 19               | 30               |                  |                  |
|                             | КПРФ                     | 16851            | 16.43 %          | 3                | 0                | 3                |                  |                  |
|                             | ЛДПР                     | 13344            | 13.01 %          | 3                | 0                | 3                |                  |                  |
|                             | «Справедливая Россия»    | 13156            | 12.83 %          | 3                | 0                | 3                |                  |                  |
| Заградительный барьер — 5 % |                          |                  |                  |                  |                  |                  |                  |                  |
|                             | «Яблоко»                 | 4117             | 4,01 %           | 0                | 0                | 0                |                  |                  |
|                             | «Патриоты России»        | 1302             | 1,27 %           | 0                | 0                | 0                |                  |                  |
|                             | Самовыдвиженцы           | -                | -                | -                | 1                | 1                |                  |                  |
| Избирателей                 | Избирателей              | 516546           | 516546           | 516546           | 516546           | 516546           | 516546           | 516546           |
| Явка                        | Явка                     | 19,85 % (102565) | 19,85 % (102565) | 19,85 % (102565) | 19,85 % (102565) | 19,85 % (102565) | 19,85 % (102565) | 19,85 % (102565) |
| Недействительных голосов    | Недействительных голосов | 2940             | 2940             | 2940             | 2940             | 2940             | 2940             | 2940             |

### Выборы депутатов Барнаульской городской Думы VII созыва 12 октября 2012 года[2]
Избирались 40 депутатов городской думы Барнаула, в том числе 20 по единому округу и 20 в мажоритарных округах. В выборах по единому округу выставили списки кандидатов 8 политических партий. В одномандатных округах кандидатов выставили 9 политических сил — все, принимающие участие в выборах по единому округу, а также ещё одна(«Города России») не выставившая список.
|                             | «Единая Россия»          | 52779            | 50,17 %          | 12               | 20               | 32               |                  |                  |
|                             | КПРФ                     | 17430            | 16,57 %          | 4                | 0                | 4                |                  |                  |
|                             | «Справедливая Россия»    | 11671            | 11,09 %          | 2                | 0                | 2                |                  |                  |
|                             | ЛДПР                     | 8246             | 7,84 %           | 1                | 0                | 1                |                  |                  |
|                             | РПР-ПАРНАС               | 5722             | 5,44 %           | 1                | 0                | 1                |                  |                  |
| Заградительный барьер — 5 % |                          |                  |                  |                  |                  |                  |                  |                  |
|                             | «Яблоко»                 | 2680             | 2,55 %           | 0                | 0                | 0                |                  |                  |
|                             | «Зелёные»                | 1946             | 1,85 %           | 0                | 0                | 0                |                  |                  |
|                             | «Патриоты России»        | 1556             | 1,48 %           | 0                | 0                | 0                |                  |                  |
|                             | «Города России»          | -                | -                | 0                | 0                | 0                |                  |                  |
|                             | Самовыдвиженцы           | -                | -                | -                | -                | 0                |                  |                  |
| Избирателей                 | Избирателей              | 513005           | 513005           | 513005           | 513005           | 513005           | 513005           | 513005           |
| Явка                        | Явка                     | 20,51 % (105199) | 20,51 % (105199) | 20,51 % (105199) | 20,51 % (105199) | 20,51 % (105199) | 20,51 % (105199) | 20,51 % (105199) |
| Недействительных голосов    | Недействительных голосов | 3169             | 3169             | 3169             | 3169             | 3169             | 3169             | 3169             |